# Innocenti 950 Spider
L'Innocenti 950 Spider è una autovettura spider prodotta dalla casa automobilistica Innocenti dal 1960 al 1969.

## Il contesto
L'Innocenti, industria meccanica italiana, divenuta famosa negli anni '50 per la produzione dello scooter Lambretta, decise di allargare nel 1960 i suoi orizzonti nell'ottica della fabbricazione delle autovetture. Acquistando dalla British Motor Corporation la licenza di produzione della berlina Austin A40, che venne ben presto affiancata da un modello inedito, di progettazione nazionale, la Innocenti 950 Spider.

## La vettura

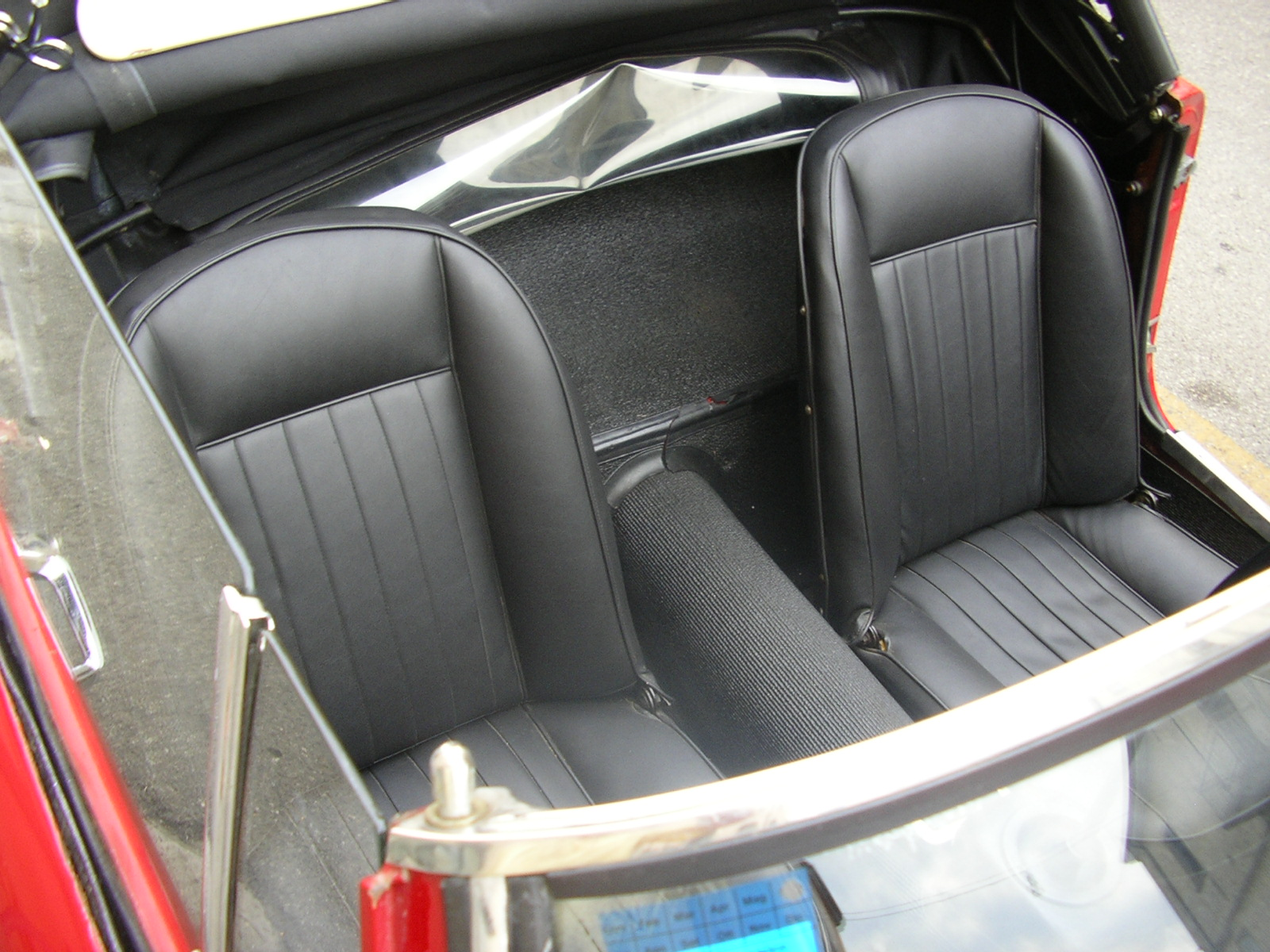
Gli interni

Concepita su base meccanica dell'inglese Austin-Healey Sprite, la Innocenti 950 Spider aveva una carrozzeria realizzata da Ghia su disegno stilistico di Tom Tjaarda e assemblaggio OSI.
Venne presentata al Salone dell'automobile di Torino nel novembre 1960, con un prezzo di listino concorrenziale rispetto ai modelli similari, pari a un milione e 150 000 lire. 
Lo stile era quello classico dell'epoca con trazione posteriore e, esteticamente, con delle piccole pinne posteriori riprese dalla moda statunitense.
La formula piccole dimensioni, piccola motorizzazione e piccolo prezzo si presumeva potessero incontrare il gusto del pubblico italiano, soprattutto giovanile. Del resto, quella fu anche la formula che decretò in quegli anni il successo della Fiat 850 Spider e in minor misura dell'Autobianchi Stellina.
Le dotazioni e gli accessori della 950 Spider erano di tutto rispetto, persino in confronto ad altri esemplari di spider più rinomati come quelli prodotti dall'Alfa Romeo e dalle altre case inglesi. Per quanto riguarda la copertura bisogna notare la presenza del doppio strato in tela per una maggiore impermeabilità, nonché la presenza di facilitazioni per le operazioni di apertura/chiusura della capottina.

La parte meno entusiasmante dell'auto era senz'altro riscontrabile sul fronte delle prestazioni: con un motore di cilindrata pari a 948 cm³ che eroga soli 43 CV, in grado di far raggiungere al corpo vettura a malapena i 140 km/h, anche dopo l'incremento di potenza di ulteriori 3 CV l'anno successivo il debutto.

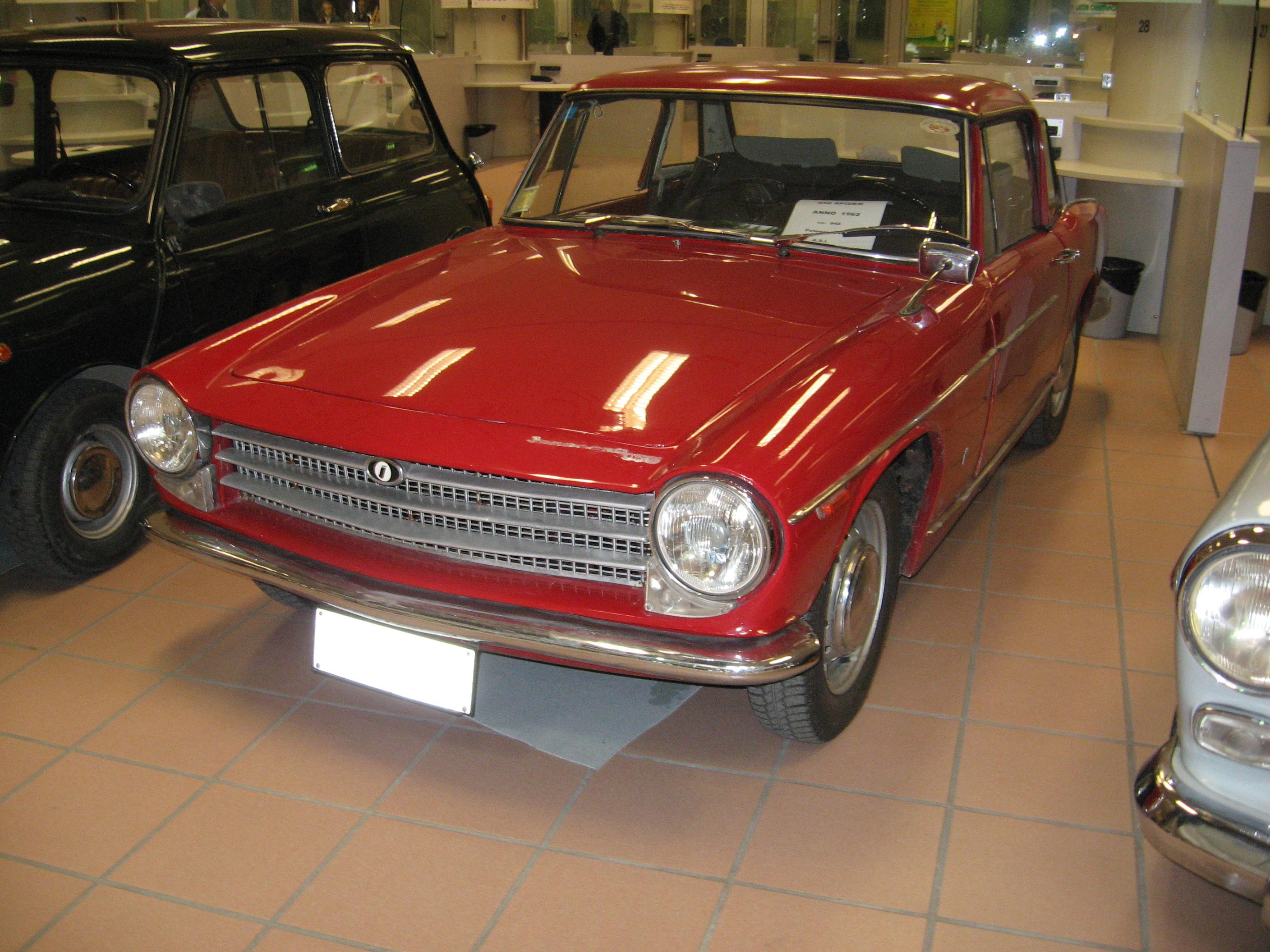
Innocenti S con Hard-Top

Dal 1963, la 950 Spider venne dotata di un propulsore con cilindrata maggiorata a 1098 cm³, ottenuta variando il rapporto della corsa dei pistoni erogante 58 CV, in modo da migliorare leggermente la sportività di guida. Il nome commerciale dell'auto divenne di conseguenza Innocenti 1100 Spider.
Una piccola rivisitazione estetica della vettura verso fine carriera provocò poi il cambio del nome in Innocenti S: le modifiche esterne furono di poca sostanza mentre meccanicamente fu introdotta l'adozione dei freni a disco sull'anteriore e la possibilità di sostituire il tetto in tela con un "hard-top", trasformandola di fatto in una piccola coupé, nonostante la presenza in gamma dell'Innocenti C.
La produzione della vettura ebbe termine nel 1969, non sostituita da alcun altro modello dello stesso tipo, a fronte dell'irrisorio numero di esemplari costruiti in nove anni di carriera.